# Gunnar Nielsen (fodboldspiller)
 For alternative betydninger, se Gunnar Nielsen. (Se også artikler, som begynder med Gunnar Nielsen)
Gunnar Nielsen (født 7. oktober 1986) er en færøsk professionel fodboldspiller, der spiller som målmand for den islandske klub FH og for Færøernes fodboldlandshold. Nielsen har også spillet for Havnar Bóltfelag, Boldklubben Frem, Blackburn Rovers, Manchester City, Wrexham, Tranmere Rovers, Silkeborg, Motherwell og Stjarnan. Han vandt det islandske mesterskab med FH i 2016.